# 伍芳
伍 芳（ウー・ファン/Wu Fang、1972年3月26日 - ）は中国古箏奏者、作曲家。中国上海市生まれ。現在は、兵庫県神戸市在住。

## 来歴
9歳まではピアノとバイオリンを練習していたが指の長さの関係で断念。その後中国古筝の第一人者である王昌元の指導の下で、古筝の英才教育を受ける。中国古箏をはじめたきっかけは、上海民族楽団で歌手をしていた叔母に勧められたためである。本人曰く、初めて古筝を弾いた瞬間、美しいハープのような音色が出たため「これならできる！！」と考えたが、後になってその考えが甘かったことに気づいたそうである。
1990年、中国最難関といわれる上海音楽学校を首席で卒業し、神戸に住んでいた姉の伍鳴（ウー・ミン）を頼って来日。上海音楽学校には相当の素質がなければ入学出来ず、中国古箏科も伍芳が入学する数年前まで生徒はゼロだったという。
1992年、立命館大学産業社会学部に入学。
1995年1月17日、阪神大震災で姉が他界。後に天国の姉を思って作った曲に「彩虹橋」がある。
1996年、大学を卒業し、東芝EMIよりメジャーデビュー。現在に至る。

## Discography （アルバム）
- 「My Favorite Movies」(2015年)
- 「神戸チャイナ倶楽部」(2010年)
- 「JASMINE FLOWER～中国歌物語～」(2006年)
- 「冬牡丹」(2005年)
- 「万華鏡」(2004年)
- 「心声 - Voice of My Heart -」(2003年)
- 「花様芳華」(2002年)
- 「WU FANG - five fragrance -」(2000年)
- 「弦舞 - Dance of Chinese Harp -」(1999年)
- 「上海的夢幻」(1998年)
- 「箏心」(1996年)

## ラジオ
- 伍芳のふらっと♪阪神沿線（2011年4月10日 - 、ABCラジオ）
- 中国国家観光局 ウー・ファンといっしょに中国へ （2016年4月4日 - 、FM COCOLO）

## コンサート活動
- 宝くじ文化公演事業・宝くじまちの音楽会（南こうせつとジョイントコンサートを行う）